# Fator H
Na indústria de papel, o Fator H compreende uma correlação da dissolução da lignina com as variáveis tempo e temperatura. A vantagem deste fator é juntar as variáveis do tempo e temperatura em uma só. Assim, teoricamente, diferentes combinações de tempo e temperatura, para um mesmo Fator H e demais condições de cozimento constantes, resultam em números kappa semelhantes. Foi desenvolvido por Vroom em 1957, e sua equação é a seguinte:
{\displaystyle FatorH=\int e^{43,181-{\frac {16113}{T}}}\;dt}

## Links
Cálculo do Fator H(em inglês)